# Nemosia
Nemosia är ett litet fågelsläkte i familjen tangaror inom ordningen tättingar. Släktet omfattar endast två arter som förekommer i Sydamerika, varav en är akut hotad:
- Tygeltangara (N. pileata)
- Rubinstrupig tangara (N. rourei)